# متدثرة ببغائية
المتدثرة الببغائية أو كلاميديا بستاسي (الاسم العلمي: Chlamydia psittaci) هي نوع من البكتيريا يتبع جنس المتدثرة من الفصيلة المتدثرية.